# Ophiusa pelor
Ophiusa pelor là một loài bướm đêm thuộc họ Erebidae. Nó được tìm thấy ở Madagascar.